# 明月記
『明月記』（めいげつき）是鎌倉時代的公家藤原定家在治承4年（1180年）至嘉禎元年（1235年）的56年間的日記。別名：照光記、定家卿記。

## 概要
在後世，被歌道・書道所重視。『明月記』之名是後世的名稱，非定家所命名，本人自稱「愚記」。没後，定家的後代稱之為「中納言入道殿日記」，但是，一般稱之為「定家卿記」。南北朝以降，逐漸被稱作『明月記』。除了定家自身的生活記錄，還有宮廷、貴族等、也有天文方面的記錄，史料價値高。
定家自筆原本的大部分現存冷泉家時雨亭文庫，被指定為國寶。原本之一部不少外流作為斷簡、掛軸分藏在諸家，斷簡現存東京國立博物館・京都國立博物館等。

### 天文紀錄
該日記包含各種天文現象的記錄，例如家庭遇到的和天體的觀察。當時，不熟悉的天文現象（自然變化）被認為是不幸的預兆，這是人們關注的問題。值得注意的是，有一個超新星爆炸（SN 1054）的描述，由陰陽師報導過去的記錄留在日記中。
天喜二年（1054年）超新星記錄如下：
後冷泉院 天喜二年 四月中旬以降 丑時 客星觜参度 見東方 孛天関星 大如歳星
建仁四年正月十九日（1204年2月21日）極光記錄如下：
秉燭以後、北並艮方有赤気、其根ハ如月出方、色白明、其筋遙引、如焼亡遠光、白色四五所、赤筋三四筋、非雲、非雲間、星宿歟、光聊不陰之中、如此白光、赤光相交、奇而尚可奇、可恐々々

## 自筆本

### 國寶
- 明月記（冷泉家時雨亭文庫藏）58巻1幅 附：補写本1巻、舊表紙集1巻
  - 建久3年（1192年）至天福元年（1233年）的25年分，斷續的56巻，其他還有建久9年12月10日（1199年1月8日）的賀茂臨時祭記1巻、年次不明的斷簡1巻、正治2年10月27日（1200年12月5日）條的斷簡1幅，共58巻1幅被指定為國寶。
- 熊野御幸記（三井記念美術館藏）　
  - 建仁元年（1201年）10月，跟隨後鳥羽上皇熊野詣之時的日記。

### 重要文化財
- 治承四年・五年記（1180・1181年） 天理大學附屬天理圖書館
- 建久十年春記（1199年） 京都國立博物館
- 正治元年四、五月記（1199年） 大阪青山歴史文學博物館
- 正治二年秋記（1200年） 大阪青山歴史文學博物館
- 嘉祿元年夏記（1225年）・天福元年十一月・十二月記（1233年） 日本大學藏
- 嘉祿二年八月記（1226年） 個人藏
- 嘉祿三年春記（1227年） 個人藏
- 安貞元年秋記（1227年） 天理大學附属天理圖書館
- 寬喜二年正月記（1230年） 萬野美術館舊藏
- 寛喜二年秋記（1230年） 個人藏（昭和60年（1985年）5月失竊）[1]
- 天福元年六月記（1233年） 東京國立博物館
- 天福元年七月、八月記（1233年） 個人藏

### 其他
- 嘉祿二年九月記（1226年） 哈佛大學付屬薩克勒博物館藏

## 写本
冷泉家時雨亭文庫的原本因蟲蝕等或外流的部分太多的因素，研究上一般使用接近原本的德大寺家本。也有同版本的翻刻本出版。

## 脚注
1. ↑  盗難の日付は『文化財保護行政ハンドブック 美術工芸品編』（文化庁美術工芸課監修、ぎょうせい刊、1998）、p128、による。

## 外部連結
- 藤原定家：超新星と陰陽道 （页面存档备份，存于）